# مسیحیت و استعمار
مسیحیت و استعمار (انگلیسی: Christianity and colonialism) اغلب با یکدیگر ارتباط نزدیکی دارند زیرا پروتستانتیسم و کاتولیک دین رسمی قدرت‌های استعماری اروپا بودند و از بسیاری جهات این دو به عنوان بازوهای مذهبی قدرت‌های استعماری عمل می‌کردند. به گفته ادوارد اندروز استاد کالج پراویدنس، مبلغان مسیحی که در ابتدا به عنوان «مقدسین قابل مشاهده»، نمونه‌هایی از تقوای کمال مطلوب در دریایی از وحشیگری مداوم به تصویر کشیده می‌شدند، در اواخر دوره استعمار و در نیمه آخر قرن بیستم، به عنوان گروه حمله ایدئولوژیک برای حمله‌های استعماری که تعصب آنها را کور کرده بود، عامل استعمار، کاتب و بهانه‌آور اخلاقی جهت استعمار تبدیل شدند.
در برخی مناطق، تقریباً تمام جمعیت مستعمره از سیستم اعتقادی سنتی خود خارج شده و به مسیحی تبدیل شدند، که استعمارگران آن را به عنوان دلیلی برای از بین بردن سایر عقاید، بردگی بومیان و بهره‌برداری از زمین‌ها و دریاها استفاده می‌کردند.

## زمینه
مسیحیت مورد هدف منتقدان استعمار قرار گرفته‌است، زیرا از اصول دین برای توجیه کارهای استعمارگران استفاده می‌شد. به عنوان مثال، تویین فالولا تاریخ‌نگار نیجریه‌ای اظهار می‌دارد که برخی از مبلغان معتقد بودند که «برنامه استعمار در آفریقا مشابه مسیحیت بود». تویین فالولا به گفتهٔ یان اچ. بوئر یکی از مبلغان کلیسای یونایتد سودان استناد می‌کند: «استعمار نوعی امپریالیسم است که بر اساس یک فرمان الهی استوار است و برای به ارمغان آوردن آزادی - معنوی، فرهنگی، اقتصادی و سیاسی - با به اشتراک گذاشتن برکت‌های تمدن الهام گرفته از مسیح غرب با مردمی که از ظلم، جهل و بیماری شیطانی رنج می‌برند. این امر تحت تأثیر ترکیبی از نیروهای سیاسی، اقتصادی و مذهبی انجام می‌شود که با رژیمی همکاری می‌کنند که هم به دنبال منافع حاکم و هم حکومت است».
ادوارد اندروز استاد کالج پراویدنس می‌نویسد:
مورخان به‌طور سنتی به مبلغان مسیحی به یکی از دو جنبه نگاه کرده‌اند. اولین مورخان کلیسا که تاریخ مبلغان مذهبی را فهرست‌نویسی کردند، شرحی از آزمایش‌ها، موفقیت‌ها و حتی گاهی شهادت را ارائه کردند. از این رو، مبلغان مذهبی، قدیسان مشهود، نمونه‌هایی از تقوای آرمانی در دریایی از وحشی‌گری مداوم بودند. با این حال، در اواسط قرن بیستم، دوره‌ای که با جنبش‌های حقوق مدنی، ضد استعمار و سکولاریزاسیون رو به رشد مشخص شد، به مبلغان کاملاً متفاوت نگاه می‌شد. اکنون مورخان مبلغان را به جای شهدای خداپسند، امپریالیست‌های متکبر و غارتگر توصیف می‌کنند. مسیحیت نه یک فیض نجات، بلکه به نیرویی یکپارچه و تهاجمی تبدیل شد که مبلغان مذهبی بر بومیان سرکش تحمیل کردند. در واقع، اکنون مبلغان میسیونر به عنوان عوامل مهم در دولت-ملت در حال گسترش، یا «گروه حمله ایدئولوژیک برای تهاجم استعماری که تعصب آنها را کور کرده بود» شناخته می‌شوند.
مایکل وود تاریخ‌نگار انگلیسی ادعا می‌کند که مردم بومی انسان محسوب نمی‌شدند و استعمارگران که توسط قرن‌ها قوم‌گرایی و یکتاپرستی مسیحی شکل گرفته بودند، از یک حقیقت، یک زمان و نسخه‌ای از واقعیت حمایت می‌کرد.

## عصر کاوش
اطلاعات بیشتر: استعمار، عصر کاوش

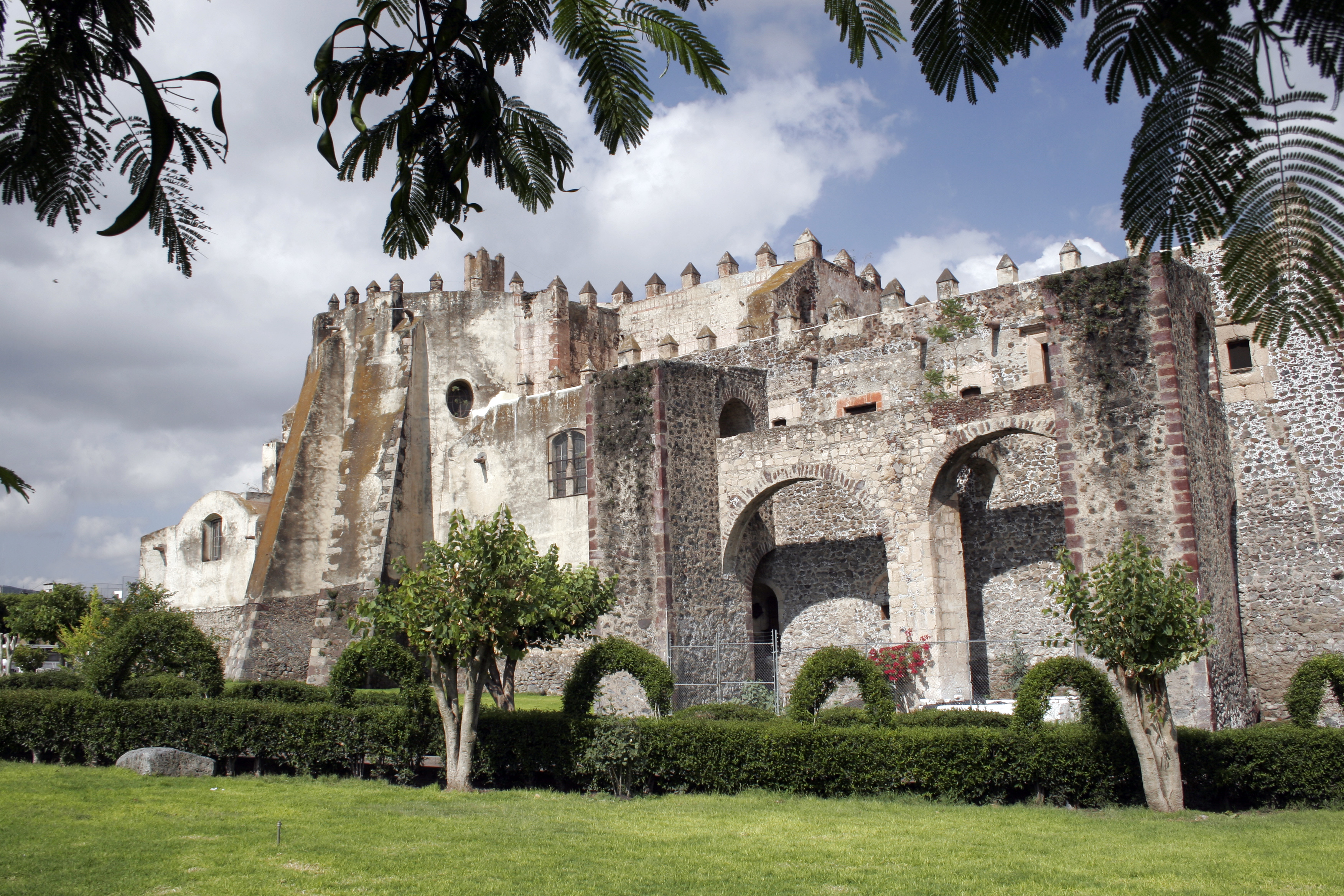
صومعه سن آگوستین. مرکز میسیونربی که در یوریریا، مکزیک، در سال ۱۵۵۰ تأسیس شد

در عصر کاوش، کلیسای کاتولیک تلاش بزرگی را برای گسترش مسیحیت در دنیای جدید و تغییر دین بومیان آمریکا، سرخ‌پوستان و دیگر مردم بومی آغاز کرد. تلاش مبلغان بخش عمده و توجیهی جزئی برای تلاش‌های استعماری قدرت‌های اروپایی مانند اسپانیا، فرانسه و پرتغال بود. هیئت‌های تبلیغی مسیحی دست در دست با مردم بومی در جهت تلاش‌های استعماری کشورهای کاتولیک می‌رفتند. در قاره آمریکا و سایر مستعمرات آسیا و آفریقا، اکثر مأموریت‌ها توسط دستورهای مذهبی مانند آگوستینیان، فرانسیسکن‌ها، انجمن عیسی و فرقه دومینیکن اداره می‌شدند.
هم در پرتغال و هم در اسپانیا، مذهب بخشی جدایی ناپذیر از دولت بود و مسیحی‌سازی دارای مزایای سکولار و معنوی بود. هر جا که این قدرت‌ها سعی در گسترش قلمروها یا نفوذ خود داشتند، مبلغان به زودی از آن پیروی می‌کردند. با پیمان تردسییاس، دو قدرت جهان را بین خود به حوزه‌های انحصاری نفوذ، تجارت و استعمار تقسیم کردند. نظم جهانی کاتولیک رومی توسط هلند و انگلستان به چالش کشیده شد و از نظر تئوری، توسط کتاب ماره لیبروم (آزادی دریاها) اثر هوگو گروتیوس رد شد. سیاست‌های استعماری پرتغال و اسپانیا نیز توسط خود کلیسای کاتولیک روم به چالش کشیده شد. واتیکان (سریر مقدس) کنگره ترویج ایمان را در سال ۱۶۲۲ تأسیس کرد و تلاش کرد کلیساها را از نفوذ در شبه‌جزیره ایبریا جدا کند.

## قاره آمریکا
یان ون بوتسلار می‌نویسد که «برای شاهزاده هنری ناوگر و معاصرانش، کار استعماری بر ضرورت توسعه تجارت اروپایی و الزام به تبلیغ ایمان مسیحی استوار بود».
رهبران مسیحی و دکترین‌های مسیحی متهم به توجیه و ارتکاب خشونت علیه بومیان آمریکا در دنیای جدید شده‌اند.

### مبلغان اسپانیایی
مقاله اصلی: ایستگاه‌های تبلیغ مسیحی اسپانیایی در آمریکا
آدریان ون اوس نویسنده کتاب استعمار کاتولیک: تاریخ محلی گواتمالا نوشته‌است:
اگر بخواهیم یک ایده واحد و غیرقابل تقلیل را انتخاب کنیم که زیربنای استعمار اسپانیا در دنیای جدید است، بدون شک آن تبلیغ دین کاتولیک خواهد بود. بر خلاف دیگر قدرت‌های استعمارگر اروپایی مانند انگلستان یا هلند، اسپانیا اصرار داشت که بومیان سرزمین‌هایی را که فتح کرده بود به مذهب دولتی خود تبدیل کند و به طرز معجزه‌آسایی موفق شد. کاتولیکیسم که در چارچوب توسعه‌طلبی ایبری معرفی شد، از خود امپراتوری اسپانیا بیشتر زنده ماند و به رشد خود ادامه می‌دهد، نه به عنوان یک اثر نابهنگام در میان نخبگان، بلکه به عنوان یک جریان حیاتی حتی در روستاهای کوهستانی دور افتاده. مسیحیت کاتولیک میراث اصلی استعماری اسپانیا در آمریکا باقی مانده‌است. بیش از هر مجموعه‌ای از روابط اقتصادی با جهان خارج، حتی بیش از زبانی که برای اولین بار در سال ۱۴۹۲ به سواحل آمریکا آورده شد، مذهب کاتولیک امروزه همچنان در فرهنگ اسپانیایی-آمریکایی نفوذ می‌کند و یک وحدت فرهنگی اساسی ایجاد می‌کند که از مرزهای سیاسی و ملی که قاره را تقسیم می‌کند فراتر می‌رود.

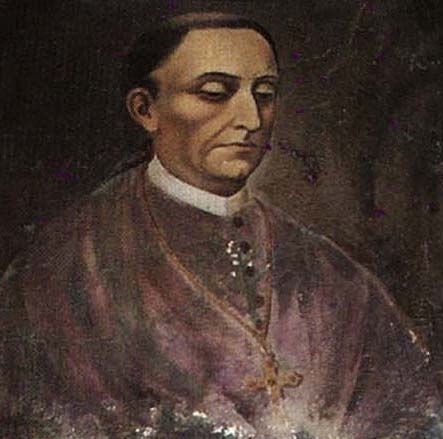
اسقف دیگو دلاندا، استعمارگر اسپانیایی اسقف یوکاتان و نویسنده گزارش مهم تاریخی مایا، دستور سوزاندن هزاران متون مقدس و تاریخی تمدن مایا را صادر کرد.

اسپانیایی‌ها اولین کشورهای اروپایی بودند که آمریکای شمالی و جنوبی را مستعمره کردند. آنها عمدتاً از طریق کوبا و پورتوریکو و فلوریدا وارد منطقه شدند. اسپانیایی‌ها با فرمان واتیکان متعهد شدند که اتباع بومی بر جدید خود را به کلیسای کاتولیک تبدیل کنند. با این حال، اغلب تلاش‌های اولیه (چه از روی میل و چه اجباری) به طرز مشکوکی موفقیت‌آمیز بود، زیرا مردم بومی مذهب کاتولیک را به مراسم و اعتقادات سنتی دیرینه خود اضافه کردند. بسیاری از عبارات بومی، اشکال، شیوه‌ها و موارد هنری را می‌توان بت‌پرستی تلقی کرد و توسط مبلغان، نظامیان و غیرنظامیان اسپانیایی ممنوع یا نابود شدند. این‌ها شامل اقلام مذهبی، مجسمه‌ها و جواهرهای ساخته شده از طلا یا نقره بود که قبل از ارسال به اسپانیا ذوب می‌شدند.
در سال‌های اولیه بیشتر کارهای ایستگاه‌های تبلیغ مسیحی توسط دستورهای دینی انجام می‌شد. با گذشت زمان در نظر گرفته شد که یک ساختار کلیسایی معمولی در مناطق مورد تبلیغ ایجاد شود. این روند با تشکیل حوزه‌های قضایی خاص، به نام‌های «استان‌های حواری» و «معاونت‌های رسولی» آغاز شد. این کلیساهای در حال توسعه در نهایت با انتصاب یک اسقف محلی به وضعیت عادی اسقف نشینی درآمدند. پس از استعمارزدایی، این روند با تغییر ساختار کلیسا برای انعکاس واقعیت‌های جدید سیاسی-اداری، سرعت بیشتری یافت.
رالف بائر میسیونرهای فرانسیسکن را اینگونه توصیف می‌کند که «بی‌تردید به امپریالیسم اسپانیا متعهد بودند و خشونت و اجبار فتح را به‌عنوان تنها روش عملی برای آوردن بومیان آمریکایی تحت حاکمیت نجات‌بخش مسیحیت. جردن می‌نویسد: «فاجعه تجاوز جنسی در آمریکای اسپانیایی به دست فاتحان، یکی از قوی‌ترین و تندترین نمونه‌ها در کل تاریخ تسخیر بشر بر تخریب بی‌رویه یک فرهنگ توسط یک فرهنگ دیگر به نام دین است.»
آنتونیو دو مونتسینوس، یکی از روحانیون دومینیکن در جزیره هیسپانیولا، اولین عضو روحانیون بود که علناً همه اشکال بردگی و سرکوب مردم بومی قاره آمریکا را محکوم کرد. متکلمانی مانند فرانسیسکو دو ویتوریا و بارتلمه د لاس کاساس مبانی کلامی و فلسفی را برای دفاع از حقوق بشر جمعیت‌های بومی مستعمره ایجاد کردند و بدین ترتیب پایه حقوق بین‌الملل را ایجاد و روابط بین ملت‌ها را تنظیم کردند.
بومیان آمریکا تنها پس از غلبه بر بیماری‌هایی که اروپایی‌ها منتشر کرده بودند، جای خود را به نیروی اروپایی‌ها دادند. بشارت بومیان در قاره آمریکا با استعمار خصوصی آغاز شد. تاج تلاش کرد قوانینی را برای محافظت از بومیان در برابر هرگونه جنگ ناعادلانه فتح وضع کند. اسپانیایی‌ها می‌توانستند جنگی را علیه کسانی که اقتدار پادشاهان را رد می‌کردند و آگاه بودند و مسیحیت را نیز رد می‌کردند آغاز کنند. آموزه ای توسعه یافت که اجازه می‌داد بومیان را در صورتی که غیرمتمدن بودند فتح کنند.
راهیان و یسوعی‌ها به جای آموزش زبان اسپانیایی به بومیان، زبان‌های بومی را یادگرفتند، زیرا سعی داشتند از آنها در برابر تأثیرهای منفی استعمارگران محافظت کنند. علاوه بر این، مبلغان معتقد بودند که نشان دادن جنبه‌های مثبت دین جدید به بومیان پس از همه‌گیری و فتح سختی که به تازگی رخ داده بود، مهم است.

### مبلغان فرانسوی
مقاله‌های اصلی: استعمارگری فرانسه در قاره آمریکا و فرانسه استوایی
فرقه انجمن عیسی در دهه‌های ۱۶۵۰–۱۶۶۰ ایستگاه‌های تبلیغ مسیحیت را در میان ایروکواها در آمریکای شمالی ایجاد کرد. موفقیت آن‌ها در مطالعه زبان‌های بومی مورد قدردانی ایروکواها قرار گرفت که به آن‌ها کمک کردند تا در سال ۱۶۷۵ در منطقه دریاچه‌های بزرگ گسترش یابند.
در دهه ۱۸۳۰، مبلغان انجمن مری (ماریست)، ایستگاه‌های تبلیغ مسیحیت را در جزایر مختلف اقیانوس آرام گسترش دادند. رئیس این راسته ژان کلود کالین و اسقف ژان باتیست فرانسوا پومپلیه در ارتباط نزدیک با استعمار امپریالیسم و برنامه مستعمره‌سازی دولت فرانسه کار می‌کردند. در هاوایی دولت محلی به شدت از انجمن مبلغان پروتستان از ایالات متحده امریکا به نام «پدران پیکوپوسین» که در سال ۱۸۲۷ در هونولولو تأسیس کرده بودند، حمایت می‌کرد. این مبلغان آمریکایی خواستار اخراج کاتولیک‌ها بودند تا اینکه نیروی دریایی فرانسه در سال ۱۸۳۹ به هاوایی رسید و در ماجرای لاپلاس به دولت محلی اولتیماتوم داد تا این کشور کاتولیک‌ها را تحمل کند.

## مبلغان انجمن عیسی
مأموریت‌ها و ابتکارات مختلف انجمن عیسی پیش از استعمار غرب در سراسر جهان، همراه و به دنبال آن بود. در دوک‌نشین بزرگ لیتوانی، از سال ۱۵۷۹ دانشگاه ویلنیوس که توسط انجمن عیسی تأسیس شد، رهبری اصلاح کاتولیک، ریشه‌کنی مذهب بومی و زبان لیتوانیایی را بر عهده داشت.. تقریباً در همان زمان در چین، کره (کشور) و ژاپن، مأموریت‌های یسوعی چند قرن پیش از تهاجمات نظامی غرب بود. هجوم‌ها نه تنها ایدئولوژیک بلکه علمی بودند - یسوعی‌ها تقویم قمری چینی را در سال ۱۶۴۵ اصلاح کردند، تغییری که به عنوان «آسیب شناختی» توصیف شد. هند در قرن هفدهم محلی برای مطالعه دین ودائی توسط مبلغین انجمن عیسی بود سپس مبلغان مسیحی‌سازی بومیان به آمریکای شمالی اعزام شدند. مأموریت‌های یسوعی‌ها در روابط یسوعی‌ها دوسالانه مستند شده‌است:
کارول بلکبرن نویسنده در کتاب برداشت روح: ماموریت‌های یسوعی و استعمار در آمریکای شمالی، ۱۶۳۲–۱۶۵۰ از روابط یسوعی برای روشن کردن گفتگوی بین مبلغان یسوعی‌ها و مردم بومی شمال شرقی آمریکای شمالی استفاده می‌کند. در سال ۱۶۳۲، مبلغ انجمن عیسی پل لو ژیون که به تازگی به قلعهٔ کبک رسیده بود، اولین نامه روابط را برای مافوق خود در پاریس نوشت و نوشتن مجموعه ای از گزارش‌های مأموریت دوسالانه را آغاز کرد که به روابط یسوعی معروف شد.
بلکبرن تفسیری معاصر از روابط یسوعی ۱۶۳۲–۱۶۵۰ ارائه می‌کند و استدلال می‌کند که آنها متون استعماری هستند که در آن یسوعی‌ها از زبان، تصاویر و اشکال دانش برای مشروعیت بخشیدن به روابط نابرابری با مردم هورون و مردم اینو استفاده می‌کردند. در بسیاری از محتوای پیام‌ها نشان می‌دهد که اقدام‌های مقاومتی مردم بومی جنبه‌هایی از آموزه‌های یسوعی‌ها را دربرگرفته و آن‌ها را به گونه‌ای تغییر داده که اقتدار آنها را زیر سؤال می‌برد.
در سال ۱۷۲۱، یسوعی ایپولیتو دزیدری سعی کرد تبتی‌ها را مسیحی کند، اما اجازه به او داده نشد.
خود یسوعیان در استعمار اقتصادی شرکت داشتند، مزرعه‌های وسیعی را در پرو و آرژانتین[ تا به امروز تأسیس و اداره کردند. ایستگاه‌های انجمن عیسی در بین گوارانی‌ها سکونتگاه‌های مذهبی برای مردم بومی به‌ویژه در ناحیه ریو گرانده جنوبی جنوبی‌ترین ایالت برزیل، پاراگوئه و آرژانتین سه کشور همسایه در آمریکای جنوبی بودند که توسط فرمان انجمن عیسی در اوایل قرن هفدهم تأسیس شده و در قرن هجدهم با ممنوعیت فرمان در چندین کشور اروپایی منحل شدند.
مجموعه وسیعی از کارهای علمی در مورد بررسی درهم‌تنیدگی‌های بین مأموریت‌های وابستگان به انجمن عیسی، علوم غربی ناشی از دانشگاه‌های تأسیس‌شده توسط یسوعیان، استعمار و جهانی‌سازی وجود دارد. نظم یسوعی را می‌توان یکی از اولین نمونه‌های سازمان‌های جهانی و جهانی شدن دانست.

### کانادا
کمیسیون حقیقت و آشتی کانادا در خلاصه‌ای از گزارش نهایی خود که در سال ۲۰۱۵ منتشر شد، به این نتیجه رسیده‌است که مدارس شبانه‌روزی نسل‌کشی فرهنگی مردمان بومی کانادا بوده‌است. مدارس شبانه‌روزی بین سال‌های ۱۸۷۰ و ۱۹۹۶ در کانادا وجود داشتند. در طول ۱۵۰ سال، حدود ۱۵۰۰۰۰ کودک بومی اغلب برخلاف میل والدین خود به این مدارس فرستاده شدند. به گفته کمیسیون حقیقت و آشتی کانادا، «این مدارس با بودجه دولت و تحت مدیریت کلیسا برای از بین بردن مشارکت والدین در رشد فکری، فرهنگی و معنوی کودکان بومی راه‌اندازی شدند» و بسیاری از دانش‌آموزان «از صحبت کردن به زبان خود و انجام فرهنگ خود منع شدند». این گزارش تصریح می‌کند که «این اقدامات بخشی از یک سیاست منسجم برای حذف بومیان به عنوان مردمان متمایز و جذب آنها در جریان اصلی کانادا بر خلاف میل آنها بود… زیرا [دولت] می‌خواست خود را از تعهدات قانونی و مالی در قبال مردم بومی رها کند. و بر زمین و منابع خود کنترل داشته باشد.» کمیسیون حقیقت و آشتی کانادا مرگ ۳۲۰۰ دانش‌آموز در مدارس را تأیید کرده‌است که ناشی از بدرفتاری، سهل‌انگاری، عدم مراقبت‌های پزشکی و خودکشی است، اما آنها تخمین می‌زنند که حداقل ۶۰۰۰ کودک در این مدارس جان خود را از دست داده باشند.
در سال ۲۰۲۱، گورهای دسته جمعی مدارس بومیان کانادا در مدرسه شبانه‌روزی بومیان ماریوال و مدرسه بومیان کملوپس، که بخشی از مدارس شبانه‌روزی بومیان کانادا بودند کشف شد. در کانادا اکثریت (۶۷ درصد) مدارس شبانه‌روزی توسط کلیسای کاتولیک اداره می‌شد و اداره ۳۳ درصد باقیمانده را کلیساهای انگلیکان، یونایتد و پرسبیتری برعهده داشتند.

## ایران ساسانی
در قلمرو روم در مدت کودکی شاپور دوم (دوران پادشاهی از ۳۰۹ تا سال ۳۷۹ میلادی) دگرگونی‌هایی پیش آمده بود که سبب می‌شد، تا امپراتور روم، در داخل سرزمین ایران نیز برای خود، هواخواهانی داشته باشد. قضیه عبارت بود از اینکه کنستانتین کبیر امپراتور روم در سال ۳۱۳ میلادی طبق فرمانی موسوم به، فرمان میلان، رسماً به آیین مسیح گروید و مسیحیت آیین رسمی رومیان شد که طبعاً وی را حامی مسیحی‌های ایران نیز می‌کرد. این امر موجب می‌شد که وقتی شاپور در صدد جنگ با روم برآید، مسیحی‌هایی که در این اوقات در قلمرو شاهنشاهی ایران تعدادشان، تدریجاً زیاد هم شده بود، نسبت به روم علاقه و احساسات موافق نشان دهند و چنان‌که از قول خود شاپور نقل شده‌است در سرزمین وی سکونت ورزند و در عین حال دوستدار دشمن وی قیصر روم باشند.
مسیحیت در سال ۳۰۰ میلادی در ارمنستان به رسمیت شناخته شد و کنستانتین یکم امپراتور روم نیز در سال ۳۱۳ میلادی فرمان آزادی مسیحیان را صادر کرد. کنستانتین در هنگام جنگ، اسقفان و روحانیون مسیحی را به همراه داشت تا برای پیروزی او دعا کنند.
این اوضاع آیین مسیحیت را که پیش از آن جز به عنوان یک آیین غیرمجاز قلمداد نشده بود به آیین دشمن تبدیل کرد این احوال سیاست تعقیب و تعصب را که از زمان کرتیر موبد، تقریباً فراموش شده بود، دوباره در ایران احیاء کرد.
با شروع جنگ با روم تعقیب و آزار مسیحی‌های ایران هم که شاه ایران به آن‌ها به چشم یک دشمن خانگی می‌نگریست، شروع شد. شاپور برخلاف موبدان عصر، ظاهراً مسیحی‌ها را بیشتر به عنوان یک مسئلهٔ سیاسی تلقی می‌کرد. تعقیب عیسویان ایران از سال ۳۳۹ میلادی آغاز یافت. در کتب سریانی «اعمال شهدا» آزار و تعقیب عیسویان که مدت دویست سال، با فواصل چند به طول انجامید، نوشته شده‌است. این کتب با اینکه از روی تعصب شدید نگاشته شده و به افسانه‌های بسیار زینت یافته‌است، از آنجا که متکی به اسناد و روایات معتبر است. از منابع بسیار خوب به‌شمار می‌آید.

## ژاپن
اولین مبلغان انجمن عیسی در سال ۱۵۴۲ از پرتغال وارد کیوشو شدند و باروت را با خود به ژاپن آوردند. فرانسیسکو خاویر در سال ۱۵۵۰ وارد شد. بعدها، فعالیت‌های تبلیغی کلیسای کاتولیک منحصراً توسطیسوعی‌ها و فرقه‌های متعصب راهبان صدقه‌گیر مانند فرانسیسکن‌ها و فرقه دومینیکن انجام شد. هنگام غسل تعمید، به نوکیشان «نام  مسیحی» پرتغالی داده می‌شد و تشویق می‌شدند تا عادات فرهنگی غربی را اتخاذ کنند. این عمل باعث ایجاد سوءظن شد که این نوکیشان در واقع عوامل خارجی هستند که برای براندازی نظم اجتماعی محلی کار می‌کنند.
اولین موفقیتی که مسیحیت در ژاپن شاهد بود در کیوشو رخ داد. تغییر دین اربابان محلی مانند اومورا سومیتادا، آریما یوشی‌سادا، و اوتومو سورین منجر به تغییر مذهب بسیاری از رعایای آنها شد. تغییر مذهب چندین مقام برجسته در منطقه جنوب ژاپن احتمالاً به دلیل ماهیت غیرمتمرکز دوره جنگ‌های داخلی ژاپن بود که در آن جنگ سالاران برای کنترل اراضی بین خود رقابت می‌کردند. این خلأ قدرت برخی از جنگ سالاران را به این باور رساند که گشودن بیشتر منطقه‌شان در برابر خارجی‌ها منجر به کسب مزیت خواهد شد.
در زمان اودا نوبوناگا، یسوعی‌ها از حمایت او برخوردار بودند. جانشین اودا نوبوناگا، تویوتومی هیده‌یوشی ابتدا از مسیحیت حمایت کرد، اما بعداً با انتشار فرمان اخراج مبلغان مسیحی از ژاپن سیاست خود را تغییر داد و فعالیت‌های تبلیغی را ممنوع کرد. پس از فتح کیوشو، هیده‌یوشی از جنوب ژاپن بازدید کرد و به این باور رسید که یسوعی‌ها ژاپنی‌ها را به عنوان برده به خارج از کشور می‌فروشند، مسیحیان عبادتگاه‌ها و معابد را ویران می‌کنند و مردم مجبور به گرویدن به مسیحیت می‌شوند که در نتیجه فرمان اخراج مبلغان مسیحی صادر شد. الساندرو والیگنانو، در ۱۴ دسامبر ۱۵۸۲ نامه ای به فرماندار کل فیلیپین به نام فرانسیسکو دو ساند نوشت و در آن اظهار داشت که «فتح ژاپن با قدرت نظامی غیرممکن است و تبدیل ژاپن به مسیحیت مهم‌ترین وظیفه کلیسا است.» محققان همچنین این نظریه را مطرح می‌کنند که هیده‌یوشی معتقد بود مأموریت واقعی مبلغان مسیحی تبدیل جمعیت ژاپنی به مسیحیت، سرنگونی دولت و تبدیل آن به یک مستعمره است.
در اواخر دهه ۱۵۸۰، مبلغ و مأمور انجمن عیسی، گاسپار کوئلیو تلاش کرد تا محوری از نوکیشان مسیحی (کیریشیتان) در میان اربابان فئودالی جنوبی یا دایمیوها ایجاد کند که از تصرف مسلحانه مسیحی بر ژاپن حمایت کنند. قرار بود تسلیحات از پایگاه‌های استعماری امپراتوری پرتغال در جنوب آسیا و جنوب شرق آسیا تهیه شود، اما این طرح توسط دولت تویوتومی هیده‌یوشی شناسایی شد و به نتیجه نرسید.
بعداً، در سال ۱۵۹۶، یک گالئون اسپانیایی در ساحل شیکوکو در طی حادثه کشتی سان فیلیپ خراب شد. ناخدای آن، پس از گفتگو، به مقام‌های ژاپنی القا کرد که شیوه عمل اسپانیایی برای براندازی جوامع بومی از درون، از طریق تغییر مسیحیت انبوه قبل از فتح است. تویوتومی هیده‌یوشی، مشاور ارشد (کانپاکو و سشو) امپراتور، اولین سرکوب مرگبار مسیحیت که به نام ۲۶ شهید ژاپن شهرت دارد را در این زمان آغاز کرد.
در سال ۱۶۳۷، ماتسوکورا کاتسوایه ارباب فئودالی قلمروی شیمابارا در جنوب ژاپن مالیات بالایی را بر مردم و مسیحیان تحمیل کرد. بالا بودن مالیات، همراه با قحطی، به شورش شیمابارا منجر شد. ابتدا این یک جنبش دهقانی بود، اما بعداً مسیحیان به شورش پیوستند و در نتیجه شوگون‌سالاری توکوگاوا مسیحیت را ممنوع کرد. این بزرگ‌ترین شورش در دوره ادو و تاریخ ژاپن بود و شوگون‌سالاری توکوگاوا را متقاعد کرد که مسیحیت تهدیدی برای آنها است و باعث شد ژاپن را برای تقریباً ۲۵۰ سال از جهان خارج منزوی کنند.
در سال ۱۸۲۵، محقق نظامی آیزاوا سیشیسای در دوره ادو مجموعه‌ای از مقاله‌ها را منتشر کرد تا به دولت شوگون‌سالاری توکوگاوا ارائه شود، در میان چیزهای دیگر، تهدید حاکمیت ژاپن توسط مسیحیت بود. در این مقاله‌ها، او مطرح کرد که قدرت‌های اروپایی و آمریکایی از مسیحیت به‌عنوان یک سلاح فرهنگی استفاده می‌کنند که بوسیله آن می‌توان جمعیت‌های بومی را علیه دولت‌های خود به منظور تسهیل فتح و استعمار به کار برد. این متن مستقیماً در مورد رویارویی دوران تویوتومی با یسوعی‌ها بحث می‌کرد و هشدار می‌داد که کشورهای آسیا، به‌ویژه ژاپن و چین، به‌عنوان آخرین ملت‌های بازمانده که سیاست‌های غیر مبتنی بر دین‌های ابراهیمی را حفظ می‌کنند، از نظر جغرافیایی و سیاسی منزوی شده‌اند.

## هند

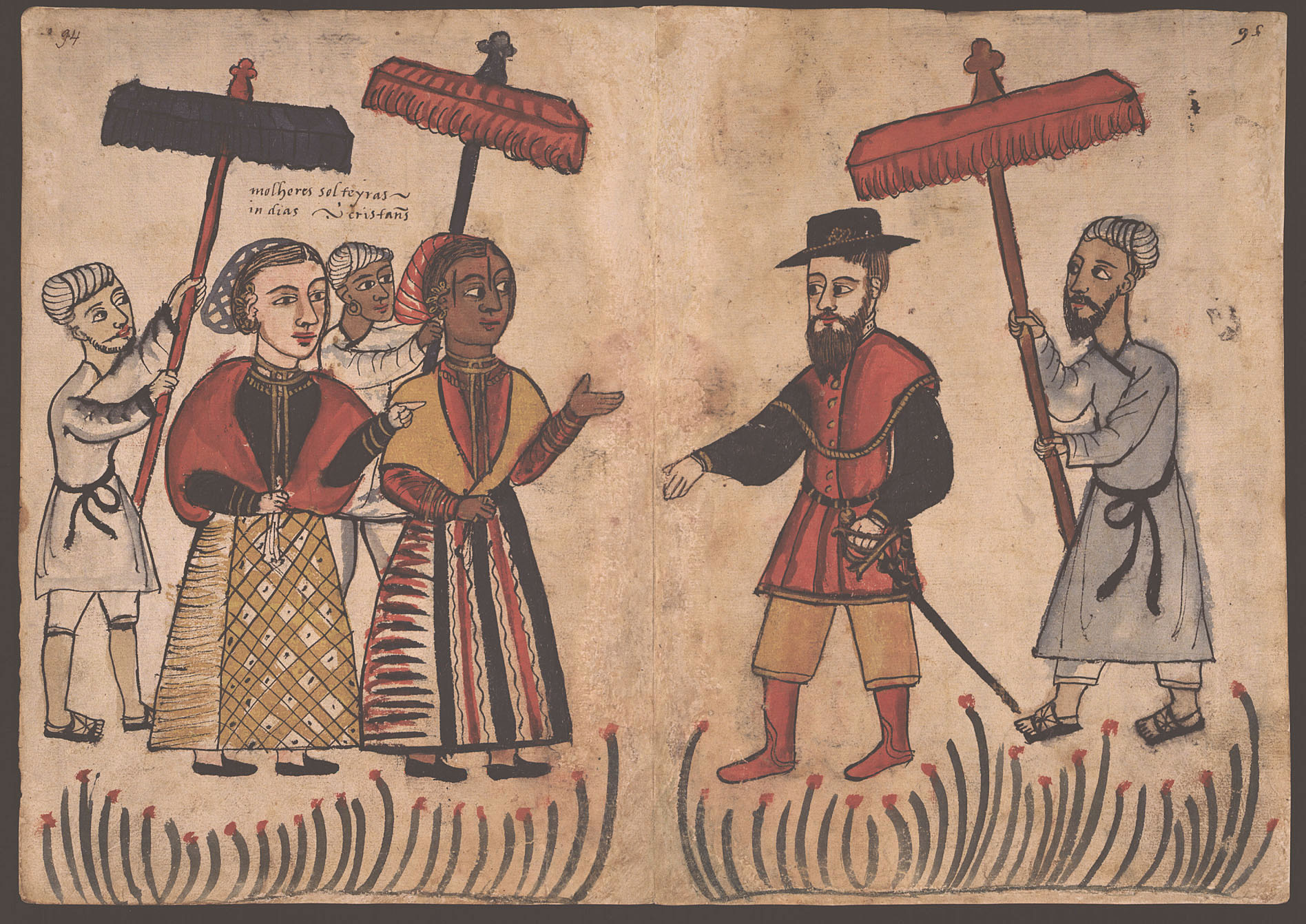
ملاقات دوشیزگان مسیحی گوا با یک نجیب‌زاده پرتغالی که در جستجوی همسر است، (حدود ۱۵۴۰)

اولین کسانی که در گوا در حاشیه جنوب غربی هندوستان به مسیحیت گرویدند، زنان بومی گوا بودند که با مردان پرتغالی ازدواج کردند که با آلفونسو دو آلبوکرکی در جریان فتح گوا توسط پرتغالی‌ها در سال ۱۵۱۰ وارد شدند.
مبلغان مذهبی مختلف (فرانسیسکن‌ها، دومینیکنها، یسوعی‌ها، آگوستینیان و غیره) از پرتغال به گوا فرستاده شدند تا منشور پاپ به نام رومانوس پونتیفکس را عملی کنند. پاپ در این منشور تبلیغ دین مسیح در آسیا را به پرتغالی‌ها (پادروادو) اعطا کرده بود. مقام‌های پرتغالی برای ترویج همسان‌سازی گواهای بومی با مردم پرتغال، در گوا از این مبلغان حمایت می‌کرد. افزایش سریع نوکیشان در گوا بیشتر نتیجه کنترل اقتصادی و سیاسی پرتغالی‌ها بر هندوها بود، که رعیت‌های پادشاهی پرتغال بودند. در دهه ۱۵۸۰، کل جمعیت گوا حدود ۶۰۰۰۰ نفر بود که جمعیت هندوها در آن زمان حدود یک سوم یا ۲۰۰۰۰ نفر تخمین زده می‌شد.تفتیش عقاید گوا توسعه یافتهٔ تفتیش عقاید پرتغالی در هند پرتغالی بود. هدف آن اجرای ارتدکس کاتولیک و وفاداری به مقر رسولی روم پاپ بود. تفتیش عقاید در درجه اول بر نو مسیحیان متهم به انجام مخفیانه ادیان سابق خود و مسیحیان قدیمی مسیحیان قدیم متهم به دخالت در اصلاحات پروتستانی قرن شانزدهم متمرکز بود.تفتیش عقاید گوا در سال ۱۵۶۰ تأسیس شد، از ۱۷۷۴ تا ۱۷۷۸ برای مدت کوتاهی سرکوب شد و پس از آن ادامه یافت تا سرانجام در سال ۱۸۱۲ لغو شد.
بیش از ۹۰٪ از مردم گوان در فتوحات قدیمی در اوایل دهه ۱۷۰۰ کاتولیک شدند. زندی (مالیات) یک مالیات مذهبی تبعیض‌آمیز بود که توسط دولت مسیحی پرتغالی دوران استعمار مسیحی در گوا، دامائون و دیو در سال ۱۷۰۴ بر اقلیت هندو گوان تحمیل شد. این مالیات مشابه مالیات تبعیض‌آمیز جزیه بود که توسط حاکمان مسلمان منطقه بر هندوها تحمیل شد. این مالیات در فرمول اولیه خود با این بهانه معرفی شد که هندوها مالک هیچ زمینی در گوا نبودند و فقط مسیحیان صاحب زمین بودند. درآمدهای زمین توسط کاتولیک‌های گوان در گوا پرداخت می‌شد، و کلیسای منطقه استدلال می‌کرد که مالیات زندی باعث می‌شود هندوها سهم منصفانه خود را بپردازند. مالیات و نرخ مالیات بر هندوها، تبدیل به شکلی توهین‌آمیز از تبعیض مذهبی شد. به گفته رنه برندسه، مالیات زندی از سوی کنفدراسیون همسایه امپراتوری مراتا نمونه‌ای از عدم تحمل مذهبی در نظر گرفته شد و رهبر محلی آن، گوویند داس پنت، لغو مالیات تبعیض‌آمیز علیه هندوها را به عنوان شرط برای توافقنامه آتش‌بس متقابل اعلام کرد. دولت گوان در ابتدا نپذیرفت و اظهار داشت که مالیات زندی مربوط به کلیسا است و دولت پرتغال نمی‌تواند در آن دخالت کند. مالیات زندی که تا سال ۱۷۰۵ به تمام مستعمرات پرتغالی در شبه قاره هند گسترش یافت، در سال ۱۸۴۰ لغو شد، هنگامیکه خوزه خواکیم لوپس دی لیما - فرماندار کل گوا آن را به عنوان «خراج ظالمانه، نفرت‌انگیز و مالیات سرانهٔ مسخره» بر هندوها اعلام کرد.
در ویتنام تحت کنترل فرانسه، و کره تحت کنترل ژاپن، مبلغان مسیحی از نظر عضوگیری موفقیت چشمگیری داشتند.
مسیحیت تأثیر نامحسوسی داشت و به نوسازی‌کننده بالقوه فراتر از جمعیت تبدیل‌شده رسید. معرفی طب اروپایی و همچنین معرفی شیوه‌ها و آرمان‌های سیاسی اروپایی مانند آزادی مذهبی، آموزش جمعی، چاپ انبوه، روزنامه‌ها، سازمان‌های داوطلبانه، اصلاحات استعماری و به ویژه لیبرال دموکراسی اهمیت ویژه‌ای داشتند. با این حال، تحقیقات جدیدتر هیچ رابطه معناداری بین مبلغان پروتستان و توسعه دموکراسی پیدا نمی‌کند.

## آفریقا

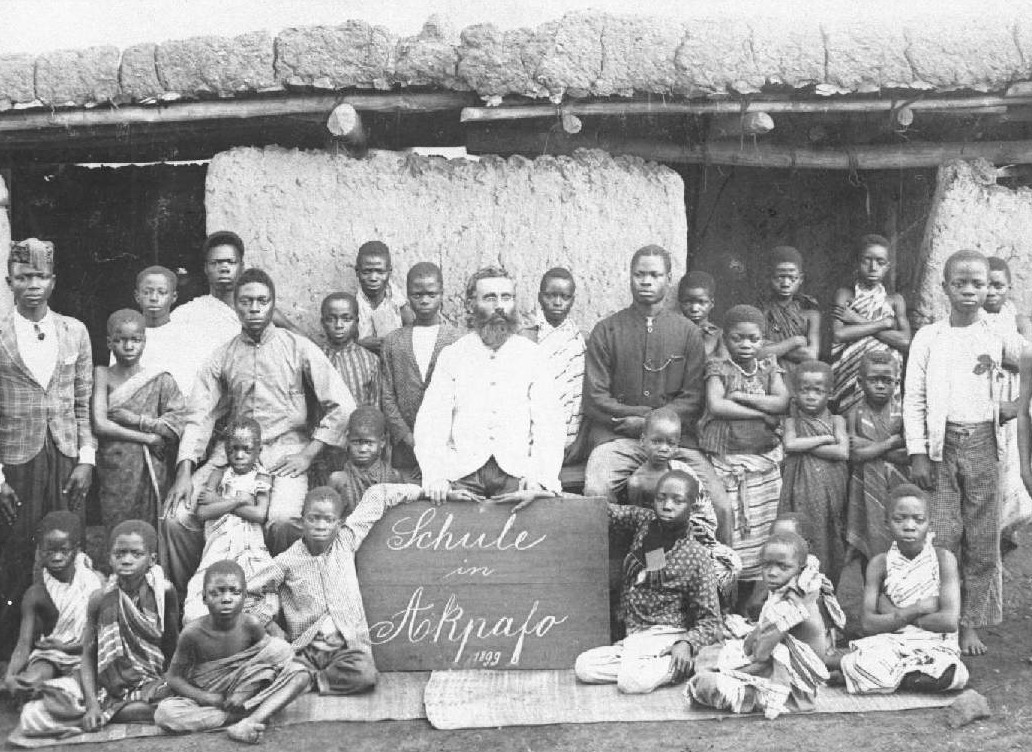
مدرسه انجمن مبلغان آلمان شمالی در توگو در غرب آفریقا، ۱۸۹۹

اگرچه برخی تلاش‌های اولیه دربارهٔ تبلیغ مسیحیت در آفریقا در مقیاس کوچک انجام شده بود، اما فعالیت‌های تبلیغی عمده از اروپا و آمریکای شمالی در اواخر قرن نوزدهم، در طول تلاش برای تقسیم آفریقا انجام شد.
بشارت دهندگان مسیحی از نزدیک درگیر فرایند استعمار در جنوب آفریقا بودند. مبلغان به‌طور فزاینده‌ای دریافته بودند که برای آفریقایی‌هایی که به تئوری‌های وابسته به علوم الهی پاسخ نمی‌دهند، خدمات پزشکی و آموزشی که می‌توانند ارائه کنند بسیار استقبال می‌شود. هنگامی که مبلغان مسیحی به آفریقا آمدند، واکنش برخی از مردم بومی بسیار خصمانه بود و مبلغان را در آفریقا را قبول نداشتند. با وجود اینکه تعدادی مبلغ مسیحی بودند که بومیان آفریقا را به روش‌های غیر مسیحی استعمار کردند. برخی از مبلغان مذهبی وقف استعمار از طریق راه‌های مسالمت‌آمیز بودند و واقعاً فکر می‌کردند که به مردم آفریقا باید آموزش داده شود که عیسی ناجی آنهاست.
در اواخر قرن نوزدهم، موانگای دوم، بوگاندا (شاه یا کاباکای بوگاندا)، به دلیل ترس از براندازی فرهنگی و سیاسی با چشم‌انداز فتح نهایی بوگاندا توسط مسیحیان، با مبلغان مسیحی امپراتوری بریتانیا درگیر شد. در سال ۱۸۸۶، موانگای دوم، بوگاندا کارزار سرکوب خشونت‌آمیز مسیحیت را که منجر به رویداد شهدای اوگاندا شد را آغاز کرد. انگلیسی‌ها به سرعت برای خلع او از سلطنت حرکت کردند و از قیام مسلحانه نوکیشان مسیحی و مسلمانان محلی حمایت کردند. او در سال ۱۸۸۸ در تپه منگو، اوگاندا توسط یک نیروی نظامی تحت امر برادر ناتنی‌اش، یک نوکیش مسیحی، شکست خورد. پس از یک دوره ناآرامی سیاسی، موانگا موافقت کرد که اختیارات موقت خود را به شرکت امپریال بریتانیای شرق آفریقا در ازای اجازه بازگشت اسمی به تاج و تخت تسلیم کند. پس از آن، پادشاهی بوگاندا اساساً تحت‌الحمایه بریتانیا شد و از نظر سیاسی منحل شد. خود موانگا در نهایت مسیحی مرد.
مبلغان کاتولیک فرانسوی در املاک استعماری گسترده در آفریقا کار می‌کردند. با این حال، در اتیوپی (حبشه)، چهار خواهر فرانسیسکن فرانسوی در سال ۱۸۹۷ وارد شدند که توسط مبلغان کاپوچین به آنجا احضار شده بودند. در سال ۱۹۲۵، آنها بسیار تثبیت شده بودند و یک یتیم خانه، یک داروخانه، یک کلنی جذامیان و ۱۰ مدرسه با ۳۵۰ دانش آموز دختر را اداره می‌کردند. این مدارس برای اتیوپیایی‌های طبقات بالا بسیار جذاب بودند.
در آفریقای غربی فرانسه در دهه ۱۹۳۰، یک بحث جدی بین مبلغان فرانسوی از یک طرف، و رهبری محلی طبقه بالای جامعه که برای آماده شدن برای رهبری نهایی در مدارس فرانسه شرکت می‌کردند، شکل گرفت. بسیاری از آنها مارکسیست شده بودند و مقامات فرانسوی نگران بودند که انقلابیون چپ افراطی که در میان رهبران محلی طبقه بالا بودند به دنبال سرنگونی آنها باشند. فرانسوی‌ها اولویت‌ها را به ایجاد مدارس روستایی برای طبقات پایین فقیر و تلاش برای حمایت از فرهنگ بومی آفریقا و تولید همکاران قابل اعتماد با رژیم فرانسه تغییر دادند. فرانسوی‌ها قصد داشتند از طریق روسای سنتی محلی کار کنند. به همین دلیل مدارس قرآنی و مناطق مسلمان‌نشین را نیز راه‌اندازی کردند. به روسای سنتی حقوق بیشتری پرداخت می‌شود و مسئولیت جمع‌آوری مالیات، دادگاه‌های محلی، استخدام نظامی و کار اجباری برای پروژه‌های کارهای عمومی را بر عهده داشتند. برنامه دولت تهدیدی برای جاه‌طلبی‌های مارکسیست‌های محلی به نظر می‌رسید و آنها خواهان پایان این پروژه‌ها بودند. مارکسیست‌ها اعتصابات کارگری را تحریک و مهاجرت به سرزمین‌های بریتانیا را تشویق می‌کردند. هنگامی که دولت راست افراطی فیلیپ پتن در ویشی فرانسه در سال ۱۹۴۰ به قدرت رسید، اولویت اصلی آن حذف نخبگان تحصیلکرده مارکسیست از هر موقعیت اقتداری در غرب آفریقا بود.

## تأثیر طولانی مدت
والتر رادنی یک مورخ مارکسیست مستقر در دانشگاه دارالسلام در تانزانیا، حمله ای اثرگذار بر اروپا در کتاب چگونه اروپا آفریقا را توسعه نیافته کرد (۱۹۷۲) انجام داد. وی از مبلغان یاد کرد:
مبلغان مسیحی و همچنین کاشفان، بازرگانان و سربازان، بخش عمده ای از نیروهای استعمارگر را تشکیل می‌دادند. ممکن است جایی برای بحث وجود داشته باشد که آیا مبلغان در یک مستعمره، نیروهای استعماری دیگر را آورده‌اند یا برعکس، اما در این واقعیت که مبلغان مذهبی به معنای عملی خود عامل استعمار بودند، تردیدی وجود ندارد، خواه خود را در این راستا می‌دیدند یا نه.
به گفته هدر جی شارکی، تأثیر واقعی فعالیت‌های مبلغان هنوز موضوعی است که امروزه در دانشگاه مورد بحث است. شارکی اظهار داشت که «مبلغان مذهبی مسیحی نقش‌های متعددی در آفریقای استعماری ایفا کردند و اشکالی از تغییرات فرهنگی، سیاسی و مذهبی را تحریک کردند.» مورخان هنوز در مورد ماهیت تأثیر آنها بحث می‌کنند و نسبت مبلغان را با سیستم استعمار اروپایی در این قاره زیر سؤال می‌برند. شارکی خاطرنشان کرد که مبلغان خدمات اجتماعی مهمی مانند آموزش مدرن و مراقبت‌های بهداشتی ارائه کردند که در غیر این صورت در دسترس نبودند. شارکی گفت که در جوامعی که به‌طور سنتی تحت سلطه مردان بودند، مبلغان زن به زنان آفریقایی دانش مراقبت‌های بهداشتی و آموزش اولیه را ارائه می‌کردند. در مقابل، استدلال شده‌است که مسیحیت نقشی اساسی در تلاش‌های استعماری ایفا کرده‌است و به مبلغان مسیحی اجازه می‌دهد تا وجدان و آگاهی آفریقایی‌ها را مستعمره کنند، بنابراین، این باور را القا می‌کند که هر ایده معنوی غیر مسیحی از مسیحیت پست‌تر است، که بازتاب دیدگاه سلسله مراتبی استعماری از فرهنگ است.
یک مطالعه مرکز تحقیقات پیو در مورد دینداری و تحصیلات در سراسر جهان در سال ۲۰۱۶، دریافت که «یک شکاف بزرگ و فراگیر در پیشرفت تحصیلی بین مسلمانان و مسیحیان در جنوب صحرای آفریقا وجود دارد». بزرگسالان مسلمان در این منطقه بسیار کمتر از همتایان مسیحی خود تحصیل کرده‌اند، و محققان معتقدند که این شکاف به دلیل امکانات آموزشی است که توسط هیئت‌های تبلیغی مسیحی در طول دوره استعمار برای هم ایمانان مسیحی ایجاد شده‌است.
سهم عمده هیئت‌های تبلیغی مسیحی در آفریقا مراقبت بهداشتی بهتر مردم از طریق بهداشت و معرفی و توزیع صابون بود و نظافت و بهداشت نشانه مهمی برای شناسایی شدن به عنوان یک مسیحی شد.

## دیدگاه‌های مسیحی کنونی
پاپ فرانسیس، یسوعی، بارها از استعمار و استعمار نو ملل مسیحی شمال جهان انتقاد کرده و از استعمار به عنوان «کفر به خدا» یاد کرده و گفته‌است. که «گناهان کبیره بسیاری در حق مردم بومی آمریکا به نام خدا انجام شد.» فرانسیس با نگاهی گذشته و بر اساس الهیات جاری گفت: «هیچ قدرت واقعی یا مستقر حق ندارد مردم را از اعمال کامل حاکمیت خود محروم کند.» او همچنین از استعمار جدید سخن گفت [که] چهره‌های متفاوتی به خود می‌گیرد: شرکت‌ها، آژانس‌های وام، معاهده‌های معین «تجارت آزاد»، و تحمیل «ریاضت اقتصادی» که همواره کمربند کارگران و فقرا را محکم می‌کند.